# Фридланд, Натан
Натан бар-Йосеф Фридланд (ивр. נתן פרידלנד‎;1808, Тауроген, Российская империя — 1883, Османская империя) — раввин, автор нескольких книг, общественный деятель и проповедник, провозвестник политического и религиозного сионизма.

## Биография
Родился в Литве, в городке Тауроген, где был проповедником. Учился у Зунделя Саланта. Особенно интересовался понятием «Геула» (возрождение/искупление еврейского народа). Разработал одним из первых в истории евреев теологическое представление о том, что конечное избавление придёт естественным путём. Оно будет проходить в два этапа: на первом произойдёт «первое собирание изгнанников», причём оно будет происходить силами самого народа, особенно его духовных лидеров. И только на втором этапе народы мира сами пошлют евреев в Землю Израиля.
Фридланд развил большую активность, ездил по разным еврейским общинам с выступлениями, написал несколько книг. В 1858 году встречался в Торуни с другим известным провозвестником сионизма раввином Ц.-Г. Калишером, где выяснилось сходство их взглядов. Калишер поставил своё согласие (ивр. הסכמה‎) на первой книге Фридланда «Чаша искупления и избавления».
В 1860 году и далее посетил Париж, где встретился с видным еврейским общественным деятелем Адольфом Кремьё, которому преподнёс книгу Калишера «Стремление к Сиону» и убедил его помогать поселенческой деятельности, а также с представителями семьи Ротшильдов. Удостоился аудиенции у императора Франции Наполеона III и просил его содействия в деле переселения евреев в Палестину. Император прислал письмо, где объяснил, что этому препятствуют недостаточно хорошие отношения с Турцией. Побывал и в Лондоне, где встретился с известным еврейским благотворителем Мозесом Монтефиоре.
После смерти Калишера переиздал его книгу «Стремление к Сиону» и продолжал агитировать за поселенческую деятельность. Под конец жизни переехал в Палестину и похоронен там в 1883 году на Масличной горе.